# Cervecería Nogales
Cervecería Nogales, S. C. R. L., más conocida como Cervecería Nogales, fue una cooperativa mexicana dedicada a la producción de cerveza. Fue adquirida en 1945 y fusionada en 1954 a Cervecería Cuauhtémoc.

## Antecedentes
En 1917 se funda la Cervecería Orizaba, S. A. en la ciudad de Nogales, Veracruz, bajo la dirección de José Martínez Estapé, que ya contaba con un permiso de Alfonso XIII de España para que una cerveza llevará su nombre, pero debido a problemas con la presa en 1919 que proveía agua potable a la población de Nogales, fue necesario retrasar la inauguración hasta conseguir fuentes de agua potable necesarias para la producción de cerveza. Una vez iniciada la producción de cerveza se diversifica para embotellar agua mineral de la Laguna de Nogales bajo la marca "Dulce la Mejor", esto no impidió que la empresa quebrará en 1926.

## Historia
A mediados de 1927 los extrabajadores de la Cervecería Orizaba decidieron unirse para crear una cooperativa bajo el nombre de Sociedad Cooperativa Cervecería Nogales, S. C. R. L. para producir cerveza en las instalaciones de la extinta Cervecería, adquiriendo diversos inmuebles a la Secretaría de Hacienda, mientras tanto los directivos de la Cervecería Cuauhtémoc en su plan de expansión promueven la Compañía Cervecera Veracruzana, S.A. con el fin de expandir su negocio en la región veracruzana logrando en 1933 un acuerdo con la cooperativa de la Cervecería Nogales para producir las marcas de la Cervecería Cuauhtémoc. Los problemas para esta unión vendrían en 1934 cuando la Confederación Regional Obrera Mexicana decide boicotear los productos de la cervecería y suspender relaciones comerciales con la cooperativa, declarándola traidores del proletariado, posteriormente el día 30 de octubre de 1934 se ordenó a los miembros de la CROM que no se consumiera la cerveza León Dorado, Joya, Don Quijote y Monterrey.
El 18 de diciembre de 1936 la Cervecería Nogales solicita a la Secretaría de Agricultura y Fomento, por medio de Eduardo G. Olmedo, la concesión de derechos para utilizar las aguas del mantantial La Chopana del municipio de Huiloapan, Veracruz para uso industrial.
En 1942 la cervecería alcanza una producción de 7.000 litros por día
En 1945 la cooperativa cede el control total de la producción a la Cervecería Cuauhtémoc, por medio de la liquidación de la sociedad.
En 1954, Cervecería Nogales se reestructuró perdiendo su nombre, quedando solamente como una cervecería más de Cervecería Cuauhtémoc.
Tras la fusión de las Cervecerías Cuauhtémoc y Moctezuma en 1985, la fábrica de cerveza se cerró y se trasladó su producción a Orizaba, Veracruz, siendo ocupada las instalaciones de la cervecería por la fábrica SIVESA, subsidiaria de Cervecería Cuauhtémoc Moctezuma, en mayo de 1993.

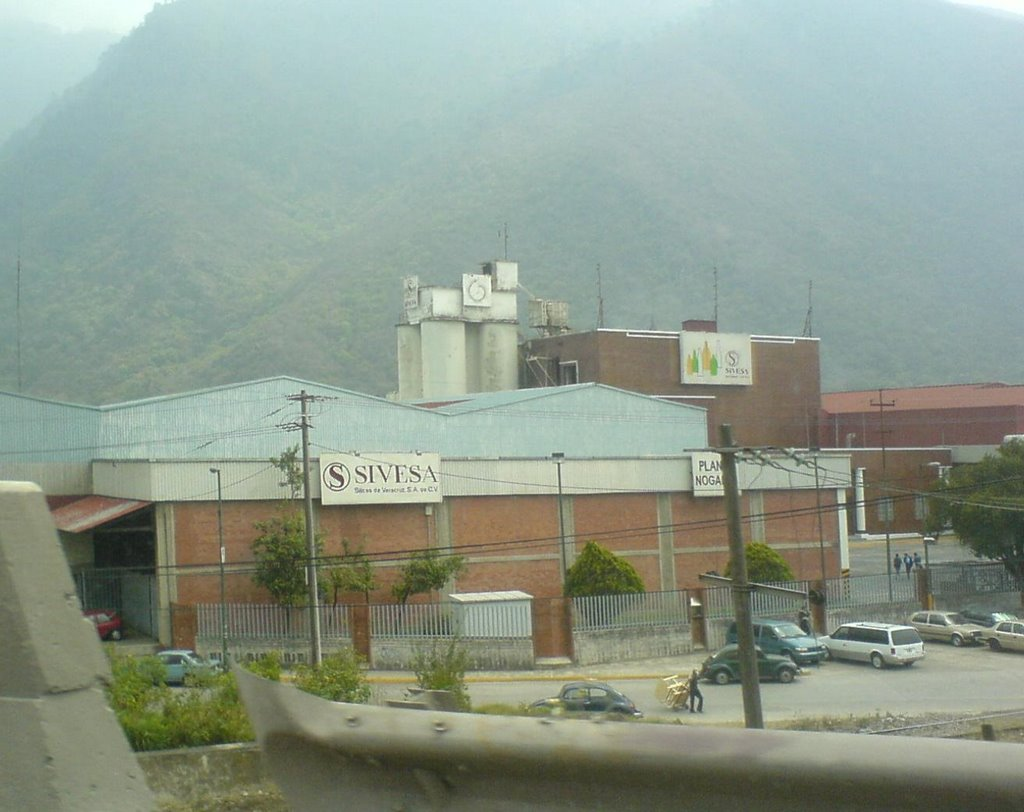
Edificio de la extinta Cervecería Nogales